# Luis Sequera
Luis Sequera Vera (ur. 8 maja 1961) – wenezuelski judoka. Olimpijczyk z Los Angeles 1984, gdzie zajął dwudzieste miejsce w wadze półlekkiej.
Wicemistrz igrzysk Ameryki Środkowej i Karaibów w 1982, a także mistrzostw panamerykańskich w 1982 roku.

## Letnie Igrzyska Olimpijskie 1984
| Konkurencja | Eliminacje         | Klas. końcowa |
| Konkurencja | Przeciwnik I       | Miejsce       |
| ----------- | ------------------ | ------------- |
| 65 kg       | Franc Očko (YUG) P | 20.           |